# Schleid (près Bitburg)
Schleid est une municipalité allemande située dans le land de Rhénanie-Palatinat et l'arrondissement d'Eifel-Bitburg-Prüm.

## Géographie

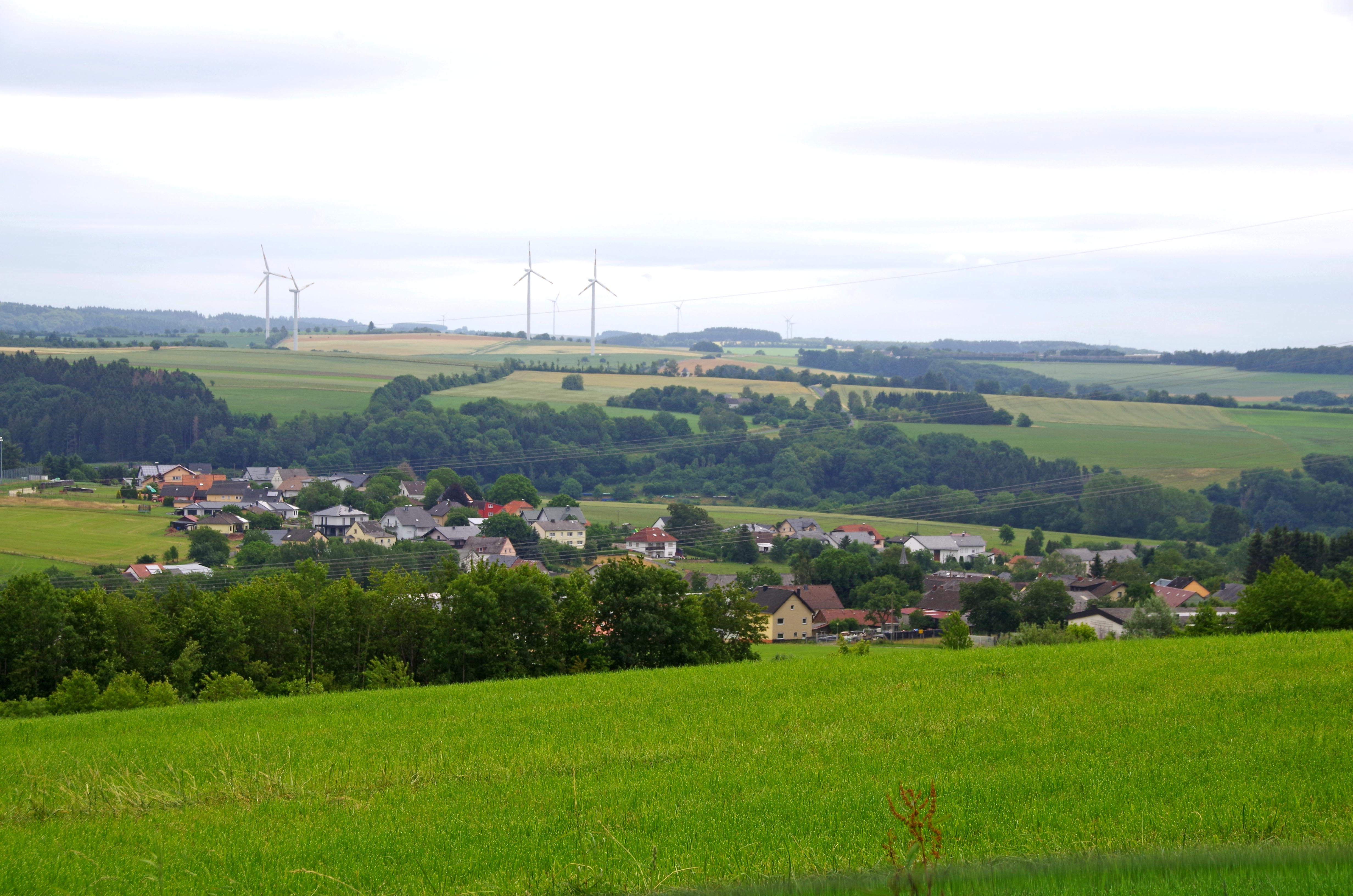
Schleid (près de Bitburg), vue du nord-ouest

La commune se situe dans le sud-ouest de l'Eifel, à environ 10 km au nord-ouest du chef-lieu du district Bitburg. Directement à l'ouest de la localité, passe l'autoroute fédérale 60. Sur une surface de 6,24 km2, plus de la moitié est utilisée pour l'agriculture (52 %), le reste du domaine de la commune est composé de forêts (37 %) et d'habitations.

position de la commune de Schleid dans l'arrondissement d'Eifel-Bitburg-Prüm

## Histoire
Au nord-ouest de Schleid, on soupçonne l'existence d'un château-refuge celte datant du siècle  précédant la naissance de Jésus-Christ.
La première mention de la commune date de 893 et évoque le lieu Uverscheite.

## Monuments
- église catholique Sainte-Barbara construite en 1840[2].intérieur de l'église Sainte-Barbara à Schleid (près de Bitburg)

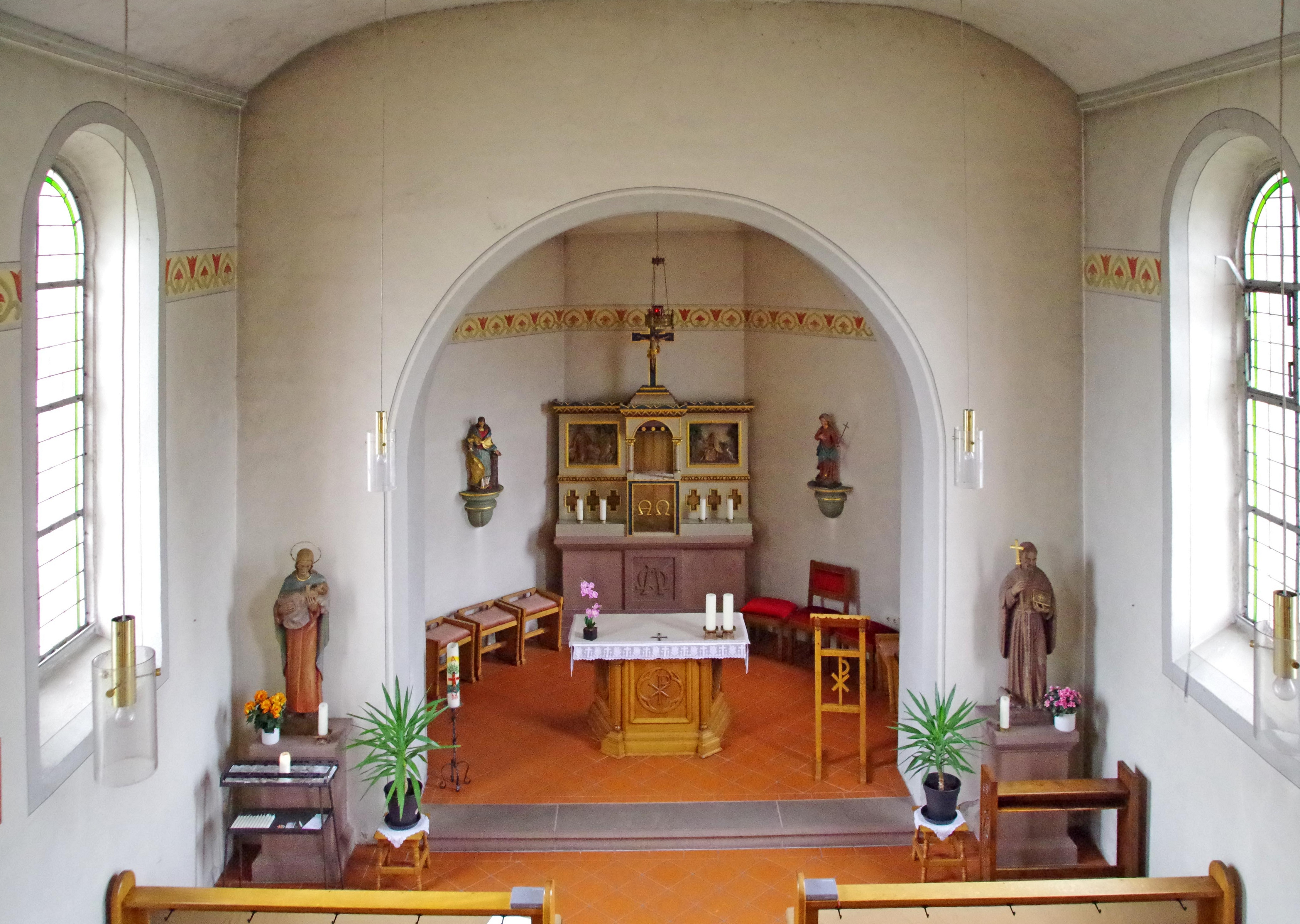
intérieur de l'église Sainte-Barbara à Schleid (près de Bitburg)

- Kapelle zur Schmerzhaften Muttergottes, chapelle de 1909.

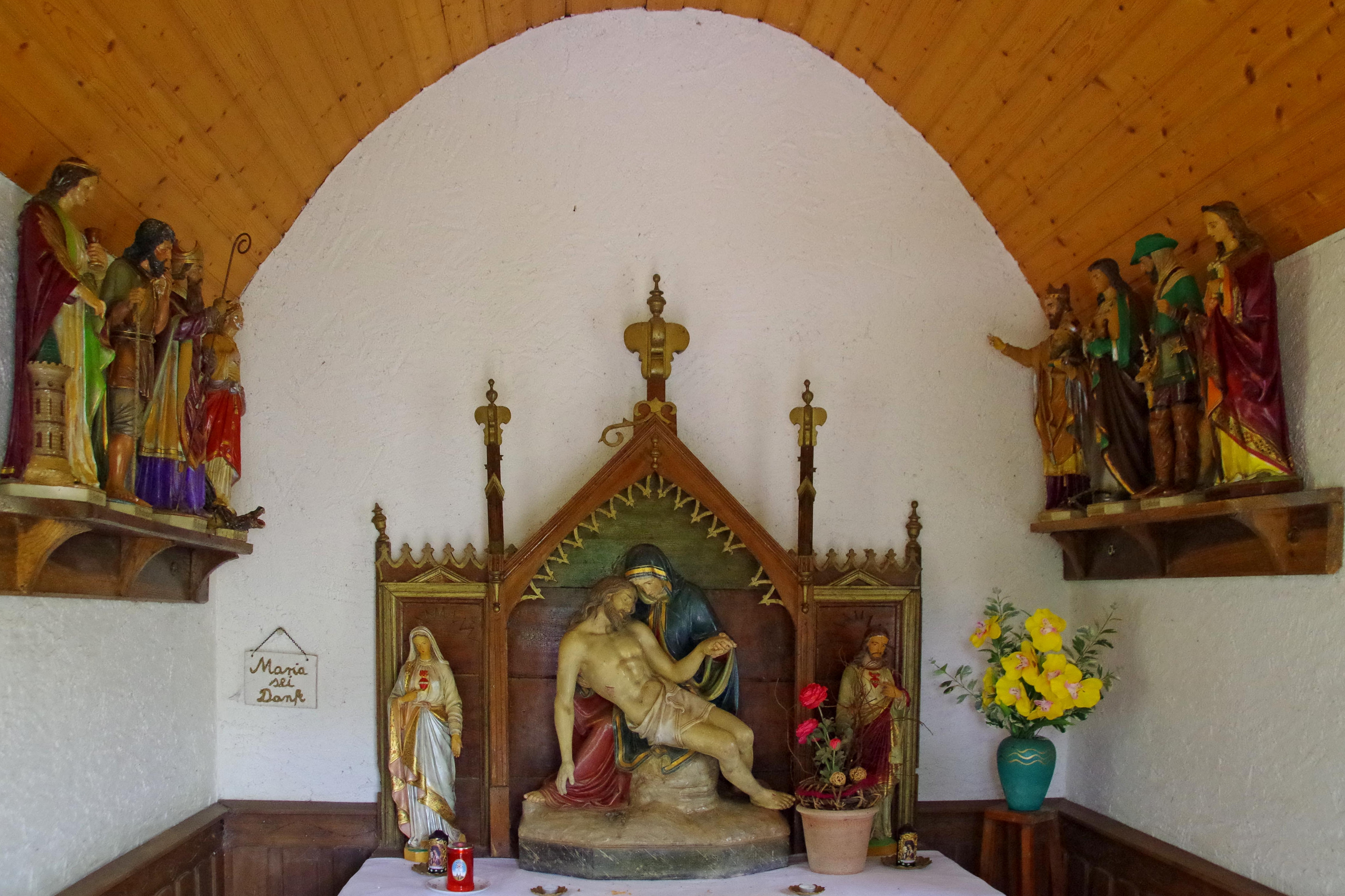
intérieur de la chapelle à Schleid (près de Bitburg)